# Claire Stansfield
Claire Stansfield (Londres, 27 agosto 1964) é uma famosa atriz inglesa, mais conhecida pela sua personagem Alti no seriado de TV norte-americano Xena: Warrior Princess.

## Biografia
Claire nasceu em Londres, em 22 de novembro de 1964, filha de pai inglês e mãe alemã. A família mudou-se para Toronto, no Canadá, onde Claire cresceu e estudou.
Ao longo da vida, Claire trabalhou como modelo e atendente de pista em aeroportos — a sua mãe foi comissária de bordo no Canadá. 
Claire já esteve em vários países, incluindo o Brasil, e fala inglês e alemão. A atriz em questão costumava passar as férias de verão na Alemanha com a sua avó, Kaiane. Em Londres, estudou numa escola de drama, atuando em diversos comerciais. Quando concluiu a escola, mudou-se para a Califórnia e decidiu se aventurar em Hollywood.
Claire e um amigo, Noah Benedict, projetaram a linha de roupas C&C Califórnia, criando, em março de 2005,  uma rede de lojas da marca. A C&C foi comprada por Liz Claiborne, em 2005.

## Vida pessoal
Durante seus dias de modelo, na década de 1980, ela teve um envolvimento romântico com Simon Le Bon e, mais tarde, com Ashley Hamilton.
Atualmente, Claire vive em Hollywood Hills, na Califórnia, nos Estados Unidos, com seu marido e dois filhos.

## Carreira
O primeiro trabalho de Clarice na TV foi no longa Twin Peaks, em 2007, onde atuou ao lado de Ted Raimi. Clarice fez participações em muitos seriados, como Arquivo X, Best of the Best 2, The Swordsman, Nervous Ticks, Red Shoe Diaries, The Bounty Hunter e Sibs. Em 1998, a atriz foi chamada para fazer uma ponta no seriado Xena, a Princesa Guerreira, num episódio duplo como Alti. Agradou tanto que voltou em vários episódios do seriado. Até hoje, é aclamada nas convenções de Xena nos EUA.

## Filmografia

### Atriz
- Frasier (1994-2001)
- Don Juan in Hell: Part 2 (2001)
- Can't Buy Me Love (1994)
- Xena: Warrior Princess (1998-2001)
- Sweepers (1998)
- Two of a Kind (1998)
- Model forbidden (1998)
- Steel (1997)
- Darkdrive (1996);
- Cybill (1996)
- Where's Zoey? (1996)
- Ned and Stacey (1995)
- Accountus Interruptus (1995)
- Gladiator Cop (1995)
- Red Shoe Diaries 5: Weekend Pass (1995)
- Platypus Man (1995)
- Lower East Side Story (1995)
- Sensation (1995)
- The Outpost (1995)
- Drop Zone (1994)
- The Favor (1994) (1994)
- The X Files (1993)
- The Jersey Devil (1993)
- Raven (1993)
- Checkmate (1993)
- Best of the Best 2 (1993)
- The Swordsman (1993)
- Nervous Ticks (1992)
- Red Shoe Diaries (1992)
- The Bounty Hunter (1992)
- Sibs (1992)
- The Eleanor Roosevelt Story (1992)
- The Flash (1991)
- Alpha (1991)
- The Doors (1991)
- Twin Peaks (1990)

### Diretora
- The Lovely Leave (1999)

### Ela Mesma
- Double Dare (2004)

### Arquivo Fotográfico
- Frasier: Analyzing the Laughter